# Milka Veinović
Milka Veinović je bivša hrvatska rukometašica. Sestra je državne reprezentativke Mare Torti.
U sastavu bivše jugoslavenske ženske rukometne reprezentacije osvojila je zlatno odličje na SP 1973. godine.